# Johann Polz (Pädagoge, † 1645)
Johann Polz, auch Poltz, Johann Polz I, genannt Bohemus (* Ende des 16. Jahrhunderts in Schönwald, Böhmen; † Februar 1645 in Wismar, begraben am 16. Februar) war ein deutscher Pädagoge.

## Leben
Polz war ein Sohn des Pfarrers Georg Pol(t)z. Am 1. September 1619 wurde er als Johannes Poltzius Thermocarolinus (Johann Poltz aus Karlsbad) an der Universität Wittenberg immatrikuliert. Zum Magister der Philosophie wurde er am 16. März 1624 graduiert (Gelehrtenname: Boiemus); Magister legens wurde er am 23. November 1629 und Adjunkt der philosophischen Fakultät am 1. Mai 1630.
Anschließend wurde er Rektor in Prenzlau. 1637 erhielt er die Berufung zum Rektor des Gymnasiums zum Grauen Kloster in Berlin, legte die Stelle jedoch schon 1638 nieder, weil er durch die Wirren des Dreißigjährigen Krieges kein Gehalt mehr bekam. 1639 nahm er die Berufung zum Rektor der Großen Stadtschule in Wismar an, wo er bis zu seinem Tod blieb. Sein Nachfolger wurde der gleichnamige (Verwandte?) Johann Polz (Pädagoge, 1605).
Er war verheiratet mit Katharine, geb. Butel, einer Tochter des Advokaten und Ratsherrn Moritz zu Prenzlau. Sie heiratete als Witwe 1650 Magister Joachim Brücke, Archidiakonus an St. Marien zu Wismar, und starb nach nochmaligem 34-jährigen Witwenstand 1693. Ein Sohn war der Rostocker Theologe und Astronom Johann Moritz Poltz.